# Верхние Кукурузены
Кукурузений де Сус (рум. Cucuruzenii de Sus) — село в Оргеевском районе Молдавии. Наряду с сёлами Крихана и Сирота входит в состав коммуны Крихана.

## География
Село расположено на высоте 161 метр над уровнем моря.

## Население
По данным переписи населения 2004 года, в селе Кукурузений де Сус проживает 569 человек (300 мужчин, 269 женщин).
Этнический состав села:
| Национальность | Число жителей | Процентный состав |
| -------------- | ------------- | ----------------- |
| молдаване      | 529           | 92,97             |
| румыны         | 20            | 3,51              |
| русские        | 9             | 1,58              |
| украинцы       | 5             | 0,88              |
| гагаузы        | 1             | 0,18              |
| болгары        | 1             | 0,18              |
| прочие         | 4             | 0,7               |
| Всего          | 569           | 100 %             |